# 帶紋鬚海龍
帶紋鬚海龍（学名：Urocampus nanus），為輻鰭魚綱棘背魚目海龍魚科的其中一種，分布於西北太平洋區的日本半鹹水水域，棲息在河口區的水藻叢，卵胎生。
其种加词“nanus”意为“矮小的”。